# Gulitzen

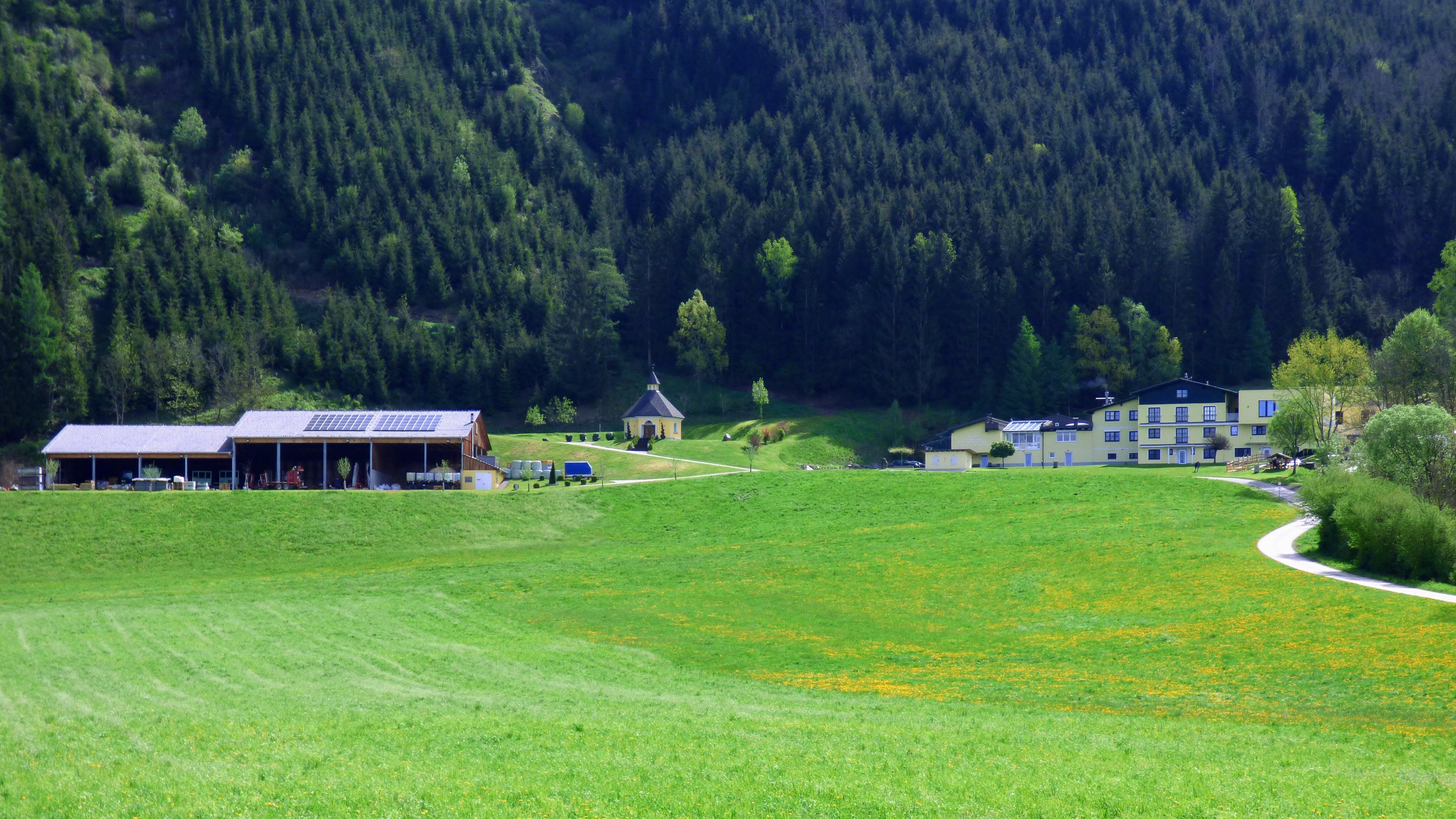
Gulitzenhof

Gulitzen (im 19. Jahrhundert auch Gullitzen) ist eine Ortschaft in der Gemeinde Micheldorf im Bezirk Sankt Veit an der Glan in Kärnten (Österreich). Die Ortschaft hat 151 Einwohner (Stand 1. Jänner 2024). Sie liegt auf dem Gebiet der Katastralgemeinde Lorenzenberg.

## Lage
Die Ortschaft liegt im Norden der Gemeinde Micheldorf, am Friesacher Feld. Zur Ortschaft gehört eine Einfamilienhaussiedlung an der Gemeindegrenze zu Friesach, die nahtlos an die Friesacher Ortschaft Grafendorf anschließt, und unweit östlich davon einige Häuser nahe der ebenfalls zu Friesach gehörenden Kirche St. Mauritzen. Außerdem gehört zum Ort der etwa einen Kilometer südöstlich liegende stattliche Hof Gulitzen am Gulitzenbach, am Fuß des Guttaringer Berglands; hier wird unter dem Namen Gulitzfarm Gemüse produziert.

## Geschichte
Die frühesten Nennungen von Gulitzen (bzw. Culniz, so 1182 genannt) beziehen sich auf den hoch über der heutigen Ortschaft ragenden Berg bei Dobritsch, an dem im Mittelalter Silber abgebaut wurde.
Auf dem Gebiet der Steuergemeinde Lorenzenberg liegend, gehörte Gulitzen in der ersten Hälfte des 19. Jahrhunderts zum Steuerbezirk Althofen (Herrschaft und Landgericht). Bei Gründung der Ortsgemeinden Mitte des 19. Jahrhunderts kam Gulitzen zunächst an die Gemeinde Friesach, 1892 an die damals neu errichtete Gemeinde Micheldorf. Ab Anfang der 1950er-Jahre entstand nach und nach die Einfamilienhaussiedlung bei Grafendorf. Im Zuge der Gemeindestrukturreform 1973 wurde die Gemeinde Micheldorf aufgelöst; Gulitzen kam zurück an die Gemeinde Friesach. 1992 wurde die Gemeinde Micheldorf wiedererrichtet, seither gehört Gulitzen wieder zur Gemeinde Micheldorf.

## Bevölkerungsentwicklung
Für die Ortschaft ermittelte man folgende Einwohnerzahlen:
- 1869: 1 Haus, 5 Einwohner[4]
- 1880: 1 Haus, 14 Einwohner[5]
- 1890: 1 Haus, 5 Einwohner[6]
- 1900: 1 Haus, 5 Einwohner[7]
- 1910: 1 Haus, 8 Einwohner[8]
- 1923: 2 Häuser, 31 Einwohner[9]
- 1934: 25 Einwohner[10]
- 1961: 14 Häuser, 90 Einwohner[11]
- 2001: 37 Gebäude (davon 36 mit Hauptwohnsitz) mit 41 Wohnungen; 147 Einwohner und 2 Nebenwohnsitzfälle; 41 Haushalte; 3 Arbeitsstätten; 5 land- und forstwirtschaftliche Betriebe[12]
- 2011: 43 Gebäude, 168 Einwohner, 45 Haushalte, 5 Arbeitsstätten[13]
- 2021: 47 Gebäude, 153 Einwohner, 46 Haushalte, 5 Arbeitsstätten[14]